# 타카하시 요스케
타카하시 요스케(일본어: 高橋 葉介 다카하시 요스케[*], 1956년 3월 15일 ~ )는 일본의 만화가, 만화 원작자이다. 본명은 타카하시 요스케. 대표작으로 괴기 환상만화 「몽환신사」시리즈나 학원 호러만화 「학교괴담」이나 「모노노케 초지」등이 있다.

## 경력·작풍
외가가 있는 나가노 현에서 출생했으며 어린 시절에는 도쿄도 오메 시에서 자라 건축업을 하는 아버지와 함께 무사시노 시 무사시 사카이, 도시마 구 이케부쿠로, 가나가와 현 사가미하라 시로 옮긴다. 초등학생 때부터 만화를 그리기 시작해 고교 시절부터 집영사나 쇼가쿠칸에 투고를 시작한다.
고마자와 대학 시절에 미즈노 유전 주재의 동인지 「악서관」에 참가, 아키타 서점의 「소년 챔피언」편집부에 스토리 만화를 써 반입했지만 담당 편집자인 와타히키 카츠미가 그만두었기 때문에 아사히 소노라마에 「무제」 「여기에 사랑의 손을」을 반입해 담당 편집자인 하라다 토시야스에게 인정받아 1977년 대학 4학년 때에 「만화 소년」8월호에 게재한 「에호 박사의 진료실」로 데뷔한다. 그 후는 같은 잡지에 많은 작품을 발표한다.
고마자와 대학 시절에 미즈노 유전 주재의 동인지 「악서관」에 참가, 아키타 서점의 「소년 챔피언」편집부에 스토리 만화를 써 반입했지만 담당 편집자인 와타히키 카츠미가 그만두었기 때문에 아사히 소노라마에 「무제」 「여기에 사랑의 손을」을 반입해 담당 편집자인 하라다 토시야스에게 인정받아 1977년 대학 4학년 때에 「만화 소년」8월호에 게재한 「에호 박사의 진료실」로 데뷔. 그 후는 같은 잡지에 많은 작품을 발표한다.
데뷔 당시에는 모필과 G펜을 병용한 특징적인 선과 도안으로 알려져, 「만화 소년」에 연재 중에는 그런 스타일을 보였지만, 「만화 소년」휴간 후에는 의식적으로 작풍을 바꾸어 갔다. 1980년 전후에는 만화계 뉴웨이브의 기수로 주목받았으며 기존 소년만화와 소녀만화의 영향을 받으면서 이들 둘 다 다른 독특한 표현으로 만화 팬들의 주목을 받았다.
작품은 기본적으로 엽기 요소가 강한 환상괴기 만화가 많지만 명랑괴기 (아즈마 히데오)라고도 불리며 시니컬한 블랙 농담, 코미디, 모험활극 등 다양하다. 독특한 그로테스크 묘사에 대해 요네자와 요시히로는 붓, 혹은 G펜 터치의 강약을 강조한 독자적인 스타일은 은은한 광택을 가지면서도 드라이한 것으로 생리적 혐오감을 낳지 않고 리얼함, 혹은 세계 속의 리얼리티를 찾아 움직여온 만화와는 반대의 벡터를 가진 다카하시의 만화는 어디까지나 그림을 기조로 한 다른 세계로서 형상의 재미를 추구해 나간다고 평가했다. 후지타 가즈히로도 다카하시 작품에 강한 영향을 받았다고 말했다.
「만화 소년」휴간 후에는, 후계지 「Duo」에 첫 러브 코미디 「마코토♥굿 바이」를 연재한다. 치쿠시 여학원대 시간강사 타케우치 미호는 다카하시 만화 특유의 선묘를 특징짓는 붓이 아니라 사인펜을 주선으로 사용해 인물이나 배경도 그려넣는 것이 적고 팝으로 밝은 분위기를 인장하고 있다고 풀이했다.1983년부터는 몽환신사 모험 활극편을 연재한다. 이어 『메디움』지에서 1984년부터 『몽환신사』괴기편, 『네무키』로 1992년부터 『몽환외전』을 게재, 이 작품은 라이프워크적 위상이 된다.
아라마타 히로시 「제도 이야기」영화화의 제2탄 「제도 대전」공개의 1989년에 만화판 「제도 이야기」를 써 내려갔다. 1995년부터는 학교괴담 붐을 배경으로 주간소년챔피언에서 학교괴담을 2000년까지 연재했다.이 등장인물들도 몽환가문의 후손으로 설정되어 있다.
2005년 괴기편의 흐름을 이어가는 몽환신사 환상편을 미스터리 매거진에 연재하면서 환상편 커버용으로 컬러를 그릴 때부터 파스텔풍의 연한 터치 무늬를 쓰기 시작했다. 2007년에 봉마편의 스핀오프가 되는 「모노케 초지」를 「호러 M」에 연재.이후는 하야카와쇼보 (川川書房) 와 부카사 (んか 社社)에서의 집필이 많아지고 있다.
2021년 7월 『몽환신사』 40주년을 기념하여 다카하시 최초의 화집 『시끌벅적한 악몽』을 간행한다. 그 간행과 다카하시의 데뷔 45주년을 기념하여 도쿄에 있는 리베스트 갤러리 창창에서 원화전이 개최되었다.2022년 2월부터 후쿠오카현에서 순회전이 열린다.

## 작품 목록
각 권의 수록 작품에 대해서는 타카하시 요스케 웹사이트의 타카하시 요스케 저작 목록을 참고. 서지 정보에 관해서는 아나자와편 (穴沢 編 2021, 331–366, 367–373쪽) 2021,331-366,367-373쪽을 참조.

### 몽환 신사 시리즈
- 夢幻紳士 マンガ少年版 （1983年、サンコミックス、『マンガ少年』連載、1981年2月号 - 5月号、朝日ソノラマ）ISBN 4-257-90043-1
- 夢幻紳士 冒険活劇篇（冒険・活劇・痛快・熱血・旋風・怒濤・電光・爆烈・飛翔・回天編）全10巻（『月刊ベティ』・『リュウ』・『少年キャプテン』連載、1983年1月号 - 1988年、徳間書店）ISBN 4-19-774511-7 他
- 夢幻紳士 怪奇篇 全3巻（『メディウム』・『少年キャプテン』連載、1984年Vol.1 - 1988年12月号、徳間書店）ISBN 4-19-776612-2 他
- 夢幻外伝 全3巻（『ネムキ』連載、1992年 - 1996年、朝日ソノラマ）ISBN 978-4-257-90213-3 他
- 夢幻紳士 幻想篇 （2005年7月、『ミステリマガジン』連載、2004年3月号 - 2005年2月号、早川書房）ISBN 978-4-15-208629-7
- 夢幻紳士 逢魔篇 （2006年4月、『ミステリマガジン』連載、2005年3月号 - 2006年2月号、早川書房）ISBN 978-4-15-208716-4
- 夢幻紳士 迷宮篇 （2007年6月、『ミステリマガジン』連載、2006年3月号 - 2007年2月号、早川書房）ISBN 978-4-15-208820-8
- 夢幻紳士 回帰篇 （2009年10月、『ミステリマガジン』連載、2008年9月号 - 2009年9月号、早川書房）ISBN 978-4-15-209079-9
- 夢幻紳士 新・怪奇篇 （2013年9月、『ミステリマガジン』連載、2012年9月号 - 2013年8月号、早川書房）ISBN 978-4-15-209399-8

### 학교 괴담
- 学校怪談 全15巻（『週刊少年チャンピオン』連載、1995年06+07号 - 2000年26号、秋田書店）ISBN 978-4-253-05374-7 他

### KUROKO-흑의-
- KUROKO-黒衣- 全4巻（『週刊少年チャンピオン』連載、2000年43号 - 2001年35号、秋田書店）ISBN 978-4-253-05991-6 他

### 모노케모노 초지
- もののけ草紙 壱 （2008年10月、ホラーMシリーズ、『ホラーM』連載、2007年3月号 - 2008年4月号、ぶんか社）ISBN 978-4-8211-8681-5
- もののけ草紙 弐 （2009年10月、ホラーMシリーズ 5、『ホラーM』連載、2008年6月号 - 2009年6月号、ぶんか社）ISBN 978-4-8211-8855-0
- もののけ草紙 参 （2010年9月、ホラーMシリーズ、『ホラーM』連載、2009年8月号 - 2010年6月号、ぶんか社）ISBN 978-4-8211-7057-9
- もののけ草紙 四 （2011年3月、ホラーMシリーズ、『ホラーM』、2010年8月号、『デジタルホラーM』連載、001号 (2010年9月) - 006号、ぶんか社）ISBN 978-4-8211-7128-6

### 괴담 소년
- 怪談少年 （2014年3月、BUNKASHA COMICS、『まんがグリム童話』連載、2013年4月号 - 、ぶんか社）ISBN 978-4-8211-7543-7
- 怪談少年 妖ノ巻 （2015年12月、BUNKASHA COMICS、『まんがグリム童話』連載、ぶんか社）ISBN 978-4-8211-7779-0
- 怪談少年 乱ノ巻 （2017年3月、BUNKASHA COMICS、『まんがグリム童話』連載、ぶんか社）ISBN 978-4-8211-7976-3

### 단편집 등
- 腹話術 （1979年4月20日、サンコミックス 511、『マンガ少年』連載、朝日ソノラマ）ISBN 978-4-257-91511-9
- 仮面少年 （1979年12月25日、サンコミックス 549、『マンガ少年』連載、朝日ソノラマ）ISBN 978-4-257-91549-2
- ライヤー教授の午後 （1980年5月31日、サンコミックス 574、『マンガ少年』連載、朝日ソノラマ）ISBN 978-4-257-91574-4
- 宵闇通りのブン （1980年12月15日、サンコミックス 611、『マンガ少年』連載、朝日ソノラマ）ISBN 978-4-257-91611-6
- 真琴♥グッドバイ （1982年7月22日、サンコミックス、『DUO』連載、朝日ソノラマ）ISBN 978-4-257-91700-7
- 腸詰工場の少女 （1982年8月10日、マイコミックス、『マンガ宝島』掲載、1982年3月号、東京三世社）ISBN 4-88570-435-9
- クレイジーピエロ （1983年7月20日、マイコミックス、『少年／少女SFマンガ競作大全集』連載、東京三世社）ISBN 4-88570-449-9
- 海から来たドール （1985年2月2日、ジェッツコミックス、『月刊コミコミ』連載、1984年8月号・1985年2月号、白泉社）ISBN 978-4-592-13044-4
- WOMEN'S ISLAND （1985年10月、ジェッツコミックス、白泉社）ISBN 978-4-592-13067-3
- Uボート・レディ （1985年11月5日、ウィングスコミックス、『月刊ウィングス』連載、1983年8月号 - 1984年4月号、新書館）ISBN 978-4-403-61089-9
- 荒俣宏／原作 帝都物語 TOKIO WARS （1989年9月20日、ドラゴンコミックス、가도카와 쇼텐）ISBN 978-4-04-926014-4
- 怪談 KWAIDAN （1991年12月、『S&Mスナイパー』連載、1990年2月号 - 1991年1月号、朝日ソノラマ）ISBN 978-4-257-90139-6
- 金目童子 （1993年1月20日、ハロウィン少女コミック館、『ハロウィン』連載、1991年11月号 - 1992年8月号、朝日ソノラマ）ISBN 978-4-257-98245-6
- 틀:読み仮名 （1995年4月20日、ハロウィン少女コミック館、『眠れぬ夜の奇妙な話』連載、1991年9月号 - 1992年7月号、朝日ソノラマ）ISBN 978-4-257-98561-7
- マンイーター （1997年7月、ぶんか社コミックスホラーMDXシリーズ、『ホラーM』連載、ぶんか社）ISBN 978-4-8211-9588-6
- 手つなぎ鬼 （2000年2月1日、ぶんか社コミックス 105、『ホラーM』連載、ぶんか社）ISBN 978-4-8211-9799-6
- 恐怖症博士 ドクター・フォービア （2003年3月5日、少年チャンピオンコミックス、『週刊少年チャンピオン』連載、秋田書店）ISBN 978-4-253-20133-9
- 悪夢交渉人 ナイトメア・ネゴシエーター （2004年6月30日、『ホラーM』連載、ぶんか社）ISBN 978-4-257-90505-9
- 틀:読み仮名 （2004年9月30日、眠れぬ夜の奇妙な話コミックス、『ネムキ』連載、朝日ソノラマ）ISBN 978-4-257-90507-3
- 夜姫さま （2007年4月、『ホラーM』連載、ぶんか社）ISBN 978-4-8211-8406-4
  - 夜姫さま （2012年4月20日、『ホラーM』連載、ぶんか社）ISBN 978-4-8211-7274-0
- 顔のない女 （2011年1月、『ミステリマガジン』連載、早川書房）ISBN 978-4-15-209186-4
- 怪盗ミルク （2012年1月、『ミステリマガジン』連載、早川書房）ISBN 978-4-15-209269-4
- ストーリィ・テラー （2012年11月、BUNKASHA COMICS、『ホラーM』連載、ぶんか社）ISBN 978-4-8211-7378-5
- ヘビ女はじめました （2013年11月22日、幽COMICS、『幽』連載、2004年7月 - 2013年8月号、KADOKAWA）ISBN 978-4-04-066105-6
- 人外な彼女 Phantom Girls （2015年3月、『ミステリマガジン』連載、早川書房）ISBN 978-4-15-209527-5
- マジカル・高橋葉介・ツアー  Magical Takahashi Yosuke Tour （2015年5月25日、復刊ドットコム）ISBN 978-4-8354-5214-2
- マリッジ・ミーティング Marriage Meeting（2018年4月、『ミステリマガジン』連載、早川書房）ISBN 978-4-15-209761-3
- 拝む女（2020年8月、『幽』連載、KADOKAWA）ISBN 978-4-04-109316-0

### 문고·신장판
- 腸詰工場の少女（1985年、ソフトカバー版、東京三世社）ISBN 978-4-88570-481-9
- 夢幻紳士 マンガ少年版（1985年7月25日、デュオ・セレクション 10、ソフトカバー版、朝日ソノラマ）ISBN 978-4-257-90062-7
- 夢幻紳士 冒険活劇篇 1-7（1998年、スコラ漫画文庫、スコラ）ISBN 978-4-7962-0505-4 他
- クレイジーピエロ（2001年7日、Paper comics、日本エディターズ）ISBN 978-4-930787-23-1
- 手つなぎ鬼（2005年9月、ホラーMコミック文庫、ぶんか社）ISBN 978-4-8211-8201-5
- 学校怪談 1-8（2006年 - 2008年、秋田文庫）ISBN 978-4-253-17782-5 他
- 夢幻紳士 冒険活劇篇 1-5（2006年、ハヤカワコミック文庫、早川書房）ISBN 978-4-15-030844-5 他
- 夢幻紳士 マンガ少年版（2006年12月、朝日ソノラマ文庫、朝日ソノラマ）ISBN 978-4-257-72401-8
  - 夢幻紳士 マンガ少年版（2007年10月、ソノラマコミック文庫 た48-1、朝日新聞社）ISBN 978-4-02-267025-0
- 夢幻外伝 1・2（2007年、朝日ソノラマ文庫、朝日ソノラマ）ISBN 978-4-257-72407-0 他
  - 夢幻外伝 1・2（2007年10月、ソノラマコミック文庫 た48-2、朝日新聞社）ISBN 978-4-02-267026-7 他
- 怪談 KWAIDAN（2007年3月、朝日ソノラマ文庫、朝日ソノラマ）ISBN 978-4-257-72419-3
  - 怪談 KWAIDAN（2007年10月、ソノラマコミック文庫 た48-4、朝日新聞社）ISBN 978-4-02-267028-1
- 腹話術（2007年4月、朝日ソノラマ文庫、朝日ソノラマ）ISBN 978-4-257-72425-4
  - 腹話術（2007年10月、ソノラマコミック文庫 た48-5、朝日新聞社）ISBN 978-4-02-267029-8
- 틀:読み仮名（2007年5月、ソノラマコミック文庫、朝日ソノラマ）ISBN 978-4-257-72431-5
  - 틀:読み仮名（2007年10月、ソノラマコミック文庫 た48-6、朝日新聞社）ISBN 978-4-02-267030-4
- 悪夢交渉人 ナイトメア・ネゴシエーター （2007年10月、ソノラマコミックス、朝日新聞社）ISBN 978-4-02-213028-0
- 틀:読み仮名 （2007年10月、ソノラマコミックス 眠れぬ夜の奇妙な話コミックス、『ネムキ』連載、朝日新聞社）ISBN 978-4-02-213029-7
- 夢幻紳士 怪奇編（2007年5月、ハヤカワコミック文庫）ISBN 978-4-15-030889-6

### 작품집
- 高橋葉介作品集 1-20（1987年 - 1993年、朝日ソノラマ）
  1. ミルクがねじを回す時 ISBN 978-4-257-90150-1
  2. 仮面少年 ISBN 978-4-257-90151-8
  3. ライヤー教授の午後 ISBN 978-4-257-90152-5
  4. 宵闇通りのブン ISBN 978-4-257-90153-2
  5. 海から来たドール ISBN 978-4-257-90154-9
  6. 猫夫人 ISBN 978-4-257-90155-6
  7. 夢幻紳士 1 ISBN 978-4-257-90156-3
  8. 夢幻紳士 2 ISBN 978-4-257-90157-0
  9. クレイジーピエロ ISBN 978-4-257-90158-7
  10. 腸詰工場の少女 ISBN 978-4-257-90159-4
  11. 夢幻紳士 怪奇編 1 ISBN 978-4-257-90168-6
  12. 夢幻紳士 怪奇編 2 ISBN 978-4-257-90171-6
  13. 夢幻紳士 痛快熱血篇 1 ISBN 978-4-257-90174-7
  14. 夢幻紳士 痛快熱血篇 2 ISBN 978-4-257-90177-8
  15. 夢幻紳士 旋風怒涛編 1 ISBN 978-4-257-90184-6
  16. 夢幻紳士 旋風怒涛編 2 ISBN 978-4-257-90186-0
  17. 夢幻紳士 電光爆烈編 1 ISBN 978-4-257-90189-1
  18. 夢幻紳士 電光爆烈編 2 ISBN 978-4-257-90190-7
  19. 夢幻紳士 飛翔回天編 ISBN 978-4-257-90194-5
  20. 荒俣宏／原作 帝都物語 ISBN 978-4-257-90197-6
- ヨウスケの奇妙な世界 1-20（1998年 - 2000年、朝日ソノラマ文庫）
  1. 夢幻紳士 マンガ少年版 ISBN 978-4-257-72021-8
  2. 夢幻紳士 怪奇編 1 ISBN 978-4-257-72022-5
  3. 夢幻紳士 怪奇編 2 ISBN 978-4-257-72023-2
  4. 夢幻外伝 1 死者の宴 ISBN 978-4-257-72024-9
  5. 夢幻外伝 2 夜の劇場 ISBN 978-4-257-72025-6
  6. 夢幻外伝 3 目隠し鬼 ISBN 978-4-257-72026-3
  7. 怪談 KWAIDAN ISBN 978-4-257-72027-0
  8. 仮面少年 ISBN 978-4-257-72028-7
  9. ミルクがねじを回す時 ISBN 978-4-257-72029-4
  10. ライヤー教授の午後 ISBN 978-4-257-72030-0
  11. 宵闇通りのブン ISBN 978-4-257-72031-7
  12. 海から来たドール ISBN 978-4-257-72032-4
  13. 猫夫人 ISBN 978-4-257-72033-1
  14. クレイジーピエロ ISBN 978-4-257-72034-8
  15. 腸詰工場の少女 ISBN 978-4-257-72035-5
  16. 猟鬼博士 ISBN 978-4-257-72036-2
  17. ここに愛の手を ISBN 978-4-257-72037-9
  18. 双子の恋 ISBN 978-4-257-72038-6
  19. 金目童子 ISBN 978-4-257-72039-3
  20. 帝都物語　荒俣宏「帝都物語」より ISBN 978-4-257-72040-9
- 高橋葉介ベストセレクション 1-6（2008年、宙出版）
  1. 荒俣宏／原作 帝都物語 ワイド版 ISBN 978-4-7767-9414-1
  2. ここに愛の手を ワイド版 ISBN 978-4-7767-9464-6
  3. 真琴♥グッドバイ ワイド版 ISBN 978-4-7767-9479-0
  4. 海から来たドール ワイド版 ISBN 978-4-7767-9486-8
  5. Uボート・レディ ワイド版 ISBN 978-4-7767-9498-1
  6. 影一号指令 ワイド版 ISBN 978-4-7767-9507-0
- 高橋葉介セレクション（2011年、あさひコミックス、朝日新聞出版）
  1. 夢幻紳士 マンガ少年版 ISBN 978-4-02-214048-7
  2. 夢幻外伝 1 ISBN 978-4-02-214077-7
  3. 夢幻外伝 2 ISBN 978-4-02-214080-7
  4. 틀:読み仮名 ISBN 978-4-02-214081-4
- 高橋葉介傑作集（2014年 - 、ぶんか社）
  1. 手つなぎ鬼 ISBN 978-4-8211-7523-9
  2. マンイーター ISBN 978-4-8211-7539-0
  3. もののけ草紙 一ノ巻 ISBN 978-4-8211-7776-9
  4. もののけ草紙 二ノ巻 ISBN 978-4-8211-7777-6
  5. もののけ草紙 三ノ巻 ISBN 978-4-8211-7778-3
  6. 海から来たドール ISBN 978-4-8211-7974-9
  7. Uボート・レディ ISBN 978-4-8211-7975-6

### 화집
- 아나자와 유우코, 편집. (2021년 7월 20일). 《떠들썩한 악몽 Cheerful nightmare》. 쿠라타와타루 협력. 카와데 쇼보신샤. ISBN 978-4-309-72852-0. 다음 글자 무시됨: ‘일본어로 쓴 책

’ (도움말)- 주석: 몽환신사 40주년 기념, 첫 화집.

### 만화 원작
- 나는 가오녀 ( 私は加護女, 주간 소년 챔피언 연재, 2006년 51호-2007년 43호)
- 벽장 소년( 『프린세스 GOLD』 게재, 2012년 7월 호, 『월간 프린세스』게재, 2013년 1월 호 - 2017년 11월 호)

### 애니메이션 캐릭터 설정
- 별똥형제의 전설 ( ゆめだまや奇談, 1985년)
- 유메카야 기담 (キャラクター原案, 2007년) - 캐릭터 원안

### OVA
- 몽환신사 모험 활극편 시간 : 49분 (발매, 판매원 : 빅터음산 (현 일본빅터주식회사) 1987년 : VHS비디오 : 절판)
- 학교괴담 저주받은 기억시간 : 90분 (제작 : 요시모토 흥업 주식회사, 마루베니 주식회사 : 1998년 9월 : VHS 비디오 : 절판)

### 드라마 CD
- 『학교괴담』(발매: 반다이 뮤직 엔터테인먼트: 1997년 5월: CD: 절판)

### 영화
- 몽환신사인형 지옥시간: 90분 (감독: 해상 미사코, 제작: 미카타 엔터테인먼트 / DCP: 2018년)[17][18]

### 기타
- 가도카와 문고 에도가와 난보 작품집 표지 · 구치그림 (1987년)
- 오오츠키 켄지 「반짝반짝 빛나는 것」 (유니버설 뮤직 재팬)의 CD 재킷 일러스트에 상기의 가도카와 문고판 에도가와 난보 저서 「파노라마시마 기담」의 표지 그림을 유용하고 있다.。
- '요괴헌터 아마비에 대 왕관수 (코로나) ('제성 다이지로 데뷔 50주년 기념 트리뷰트' 수록, 2021년)[19][20]

## 참고 문헌
- 아나자와 유우코, 편집. (2013년 6월 30일). 《타카하시 요스케 총특집 괴기 환상 만화의 일인자》. 문예별책 KAWADE 유메무크. 카와데 쇼보신사. ISBN 978-4-309-97802-4.- 주석 : 데뷔 36년, 첫 총력특집 무크책. 작품 목록 있음.
  - 아나자와 유우코, 편집. (2021년 6월 30일). 《총특집 타카하시 요스케『몽환신사』40주년 기념》. 문예별책 KAWADE 유메무크 대증보 신판. 카와데 쇼보신샤. ISBN 978-4-309-98030-0. 다음 글자 무시됨: ‘일본어로 쓴 책’ (도움말)- 주석: 데뷔 44주년 & 몽환신사 40주년 기념, 총력특집 무크책.
  - 모로호시 다이지로, 편집: 아나자와 유우코 모로호시 다이지로 데뷔 50주년 기념 트리뷰트 https://www.kawade.co.jp/np/isbn/9784309291628/

## 같이 보기
- 이형 컬렉션
- 월간 코미코미
- 주간 소년 챔피언
- 오가라소녀탐정단 - 오가라소녀 탐정단~완결편~ (외전 '팔각저 사건'의 캐릭터 디자인을 담당)
- 타지마 아키우 (어시스턴트)
- 뉴웨이브(만화)
- 네무키
- 마쓰모토 츠요시(만화가) 마쓰모토 츠요시 (어시스턴트)
- 만화소년